# 中村美佳
中村 美佳（なかむら みか、1987年5月7日 - ）は、日本の女優、タレント。

## 人物
東京都出身。歌手を志し、あすなろプロモーションに所属し子役として活躍。1998年『天才てれびくん』コーナー「卓球一直線」で芸能界にデビュー、特技の卓球を生かして、見事な上達ぶりに感服し、真剣な眼差しとにっこり笑った時の笑顔が最高、「天てれの卓球クイーン」と評価される。1999年度『フルーツサンデー』では、DOOPERSのメンバーとして歌とダンスも披露する。

## 出演

### テレビ番組
- 金曜テレビの星!（TBSテレビ）
- 快傑!コウジ園（日本テレビ）
- 天才てれびくん 卓球一直線（1998年 - 1999年、NHK教育テレビ）
- フルーツサンデー（1999年4月9日 - 2000年3月24日、NHK BS2）DOOPERS

### 映画
- 八月の暑い空

### CM
- シャープ、パワーザウルス
- 小田急御殿場ファミリーランド
- リコー
- ナショナル、システムキッチン

### 舞台
- 最後のアパッチ少年 酋長ヴィネトゥー
- トム・ソーヤーの冒険